# Lygia Clark
Lygia Clark (Belo Horizonte, sinh ngày 23 tháng 10 năm 1920 - mất tại Rio de Janeiro, ngày 25 tháng 4 năm 1988) là một nghệ sĩ người Brazil nổi tiếng với công việc vẽ tranh và lắp đặt. Cô thường kết hợp giữa phong trào xây dựng của người Brazil vào giữa thế kỷ 20 và phong trào Tropicalia. Cùng với các nghệ sĩ người Brazil Amilcar de Castro, Franz Weissmann, Lygia Pape và nhà thơ Ferreira Gullar, Clark đồng sáng lập phong trào Neo-Concrete. Những người tham gia phong trào tin rằng nghệ thuật nên mang tính chủ quan. Trong suốt sự nghiệp của mình, Clark đã khám phá ra cách thức cho những người tham quan bảo tàng có thể tương tác với các tác phẩm nghệ thuật của cô. Cô đã tìm cách xác định lại mối quan hệ giữa nghệ thuật và xã hội. Các tác phẩm của Clark thường giải quyết mối liên hệ giữa cuộc sống và cảm xúc bên trong.

## Cuộc đời và sự nghiệp
Năm 1920, Lygia Clark sinh ra ở Belo Horizonte, Minas Gerais Brazil. Clark trở thành một nghệ sĩ vào năm 1947. Cũng trong năm này, cô đã chuyển đến Rio de Janeiro để học với kiến trúc sư cảnh quan người Brazil, Roberto Burle Marx. Giữa năm 1950 và 1952, cô học với Isaac Dobrinsky, Fernand Léger và Arpad Szenes ở Paris. Năm 1953, cô trở thành một trong những thành viên sáng lập của nhóm nghệ sĩ Frente của Rio. Năm 1957, Clark tham gia Triển lãm Nghệ thuật Bê tông Quốc gia đầu tiên của Rio de Janeiro. Đây là một trong những chuyến đi thường xuyên của Clark đến Brazil để trưng bày tác phẩm nghệ thuật của cô.
Trong thập niên đầu tiên trong sự nghiệp của mình, Clark dành thời gian để vẽ và điêu khắc. Sau năm 1966, Clark tuyên bố đã từ bỏ nghệ thuật. Đầu những năm 1970, cô dạy nghệ thuật tại Sorbonne. Trong thời gian này, Clark cũng khám phá ý tưởng về cảm nhận giác quan thông qua nghệ thuật của mình. Nghệ thuật của cô đã trở thành một trải nghiệm đa chiều trong đó khán giả trở thành một người tham gia tích cực. Giữa năm 1979 và 1988, Clark đã tiến xa hơn về mặt trị liệu nghệ thuật hơn là tạo ra những tác phẩm mới. Cô đã sử dụng liệu pháp nghệ thuật của mình để điều trị bệnh nhân tâm thần nhẹ. Clark trở về Rio de Janeiro, Brazil vào năm 1977. Năm 1988, cô qua đời vì một cơn đau tim ở nhà.